# Aeromexico-vlucht 498
Aeroméxico-vlucht 498 was een Douglas DC-9 van de Mexicaanse luchtvaartmaatschappij AeroMéxico, die op 31 augustus 1986 in botsing kwam met een Piper Cherokee sportvliegtuig. Als gevolg van de botsing stortten beide vliegtuigen neer in Cerritos, Californië.

## De ramp
Om 11:20 lokale tijd steeg de DC-9 op van de luchthaven in Tijuana. Om 11:44 kreeg men toestemming om de daling in te zetten en te dalen van de kruishoogte van 10000 voet naar 7000 voet om uit te lijnen voor landingsbaan 25L. Om 11:47 nam de piloot contact op met de luchtverkeersleiding van Los Angeles International Airport, ook wel bekend als LAX. Om 11:51 werden nadere instructies gegeven om te dalen naar 6000 voet en de snelheid terug te brengen naar 190 knopen.

Aeromexico-vlucht 498 gedurende het neerstorten

Om 11:41 steeg de Piper Cherokee op van Torrance, om een vlucht in te zetten naar Big Bear. De normale koers zou dit vliegtuig buiten de Terminal Control Area (TCA) van LAX houden, maar vermoedelijk maakte de piloot een navigatiefout en kwam op een ramkoers met de DC-9.
Om 11:52, op een hoogte van 6560 voet (ca. 2 km), kwamen de Piper en de DC-9 met elkaar in botsing, waarbij de vleugel van de Piper het staartroer van de DC-9 afsneed en de linker staartvleugel van de DC-9 de bovenkant van de cabine van de Piper vernielde. Beide vliegtuigen stortten onmiddellijk neer; de Piper crashte in een grasveldje en de DC-9 stortte op een huizenblok. Vijf huizen werden verwoest en zeven andere zwaar beschadigd. De DC-9 had 64 inzittenden, de Piper had drie mensen aan boord (de piloot, zijn vrouw en zijn dochter). Alle inzittenden van beide vliegtuigen kwamen om, evenals 15 mensen op de grond waarmee de ramp in totaal 82 levens eiste.

## Oorzaken
Zoals gewoonlijk werd direct onderzocht hoe twee vliegtuigen elkaar konden raken terwijl het zicht 14 mijl bedroeg. Op het moment van de crash hing het ontwijken van dit soort botsingen af van wat wel "see and avoid" oftewel "zie en ontwijk" wordt genoemd. Dat schept een grote afhankelijkheid van het opmerkingsvermogen van de piloten, terwijl de cockpitramen niet al te groot zijn. Bovendien was het radarsysteem van LAX licht verouderd.
De National Transportation Safety Board (NTSB) omschreef de vermoedelijke oorzaak als "beperkingen in de luchtverkeersleidingssystemen, waardoor dreigende botsingen niet altijd werden opgemerkt, zowel in de procedures voor luchtverkeersleiders als in de geautomatiseerde systemen. Bijkomende oorzaken zijn: (1) het onbedoeld en ongeautoriseerd binnenvliegen van de TCA door de Piper en (2) de beperkingen van het "see and avoid" systeem om botsingen te voorkomen.

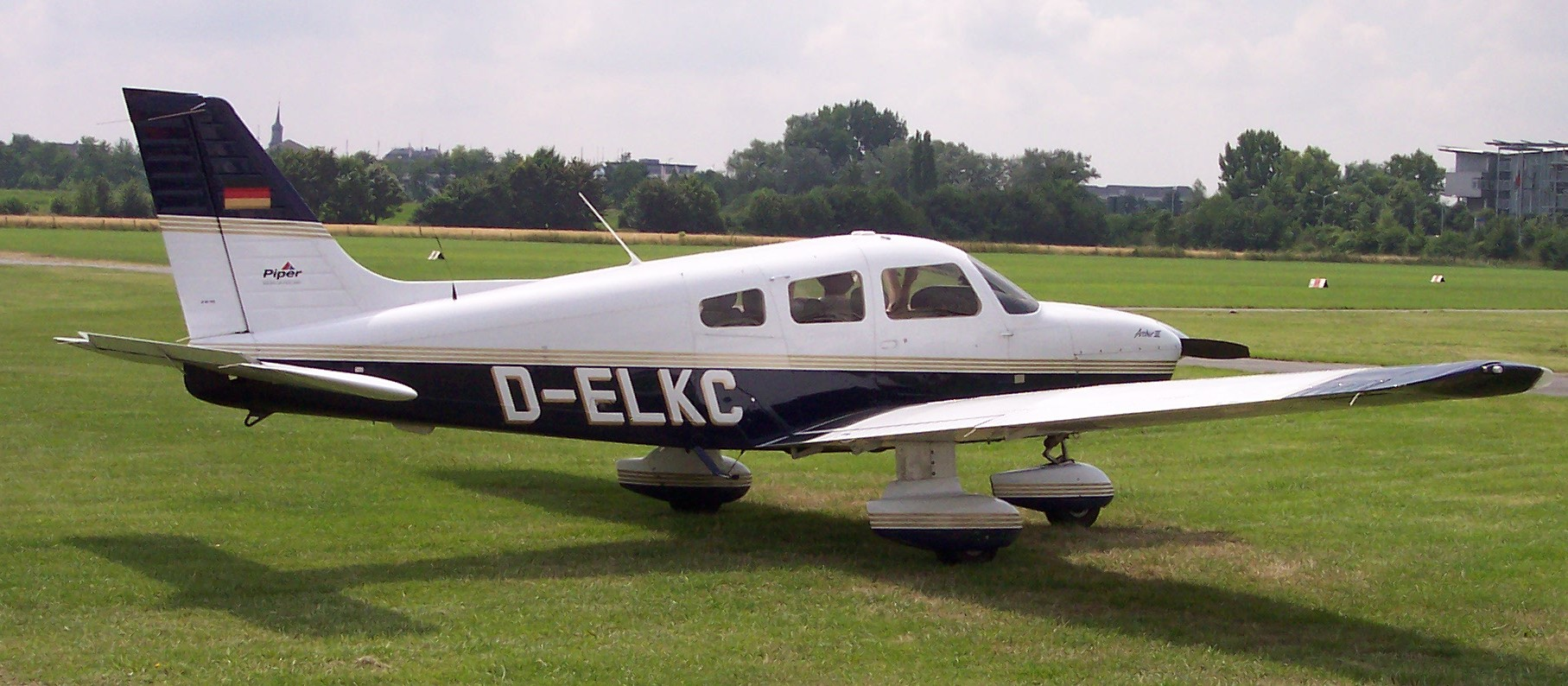
Een Piper PA-28-181 Archer

## Gevolgen

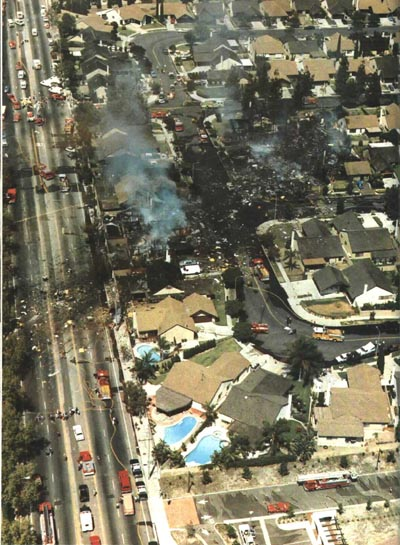
Luchtfoto van de crashsite

De ramp had grote gevolgen voor de burgerluchtvaart: om botsingen als deze te voorkomen werd het wereldwijd verplicht om in bepaalde vliegtuigen een geautomatiseerd systeem in te bouwen: het Traffic Collision and Avoidance System of TCAS. Door dit systeem krijgen piloten automatisch een advies om te stijgen of te dalen, zodat botsingen worden voorkomen.